# シクロアルテノール 24-C-メチルトランスフェラーゼ
シクロアルテノール 24-C-メチルトランスフェラーゼ(Cycloartenol 24-C-methyltransferase、EC 2.1.1.142)は、以下の化学反応を触媒する酵素である。
S-アデノシル-L-メチオニン + シクロアルテノール{\displaystyle \rightleftharpoons }S-アデノシル-L-ホモシステイン + (24R)-24-メチルシクロアート-25-エン-3β-オール
従って、この酵素の2つの基質はS-アデノシル-L-メチオニンとシクロアルテノール、2つの生成物はS-アデノシル-L-ホモシステインと(24R)-24-メチルシクロアート-25-エン-3β-オールである。
この酵素は、転移酵素、特に1炭素基を転移させるメチルトランスフェラーゼのファミリーに属する。系統名は、S-アデノシル-L-メチオニン:シクロアルテノール 24-C-メチルトランスフェラーゼである。その他よく用いられる名前に、sterol C-methyltransferase等がある。